# Природний вічний вогонь

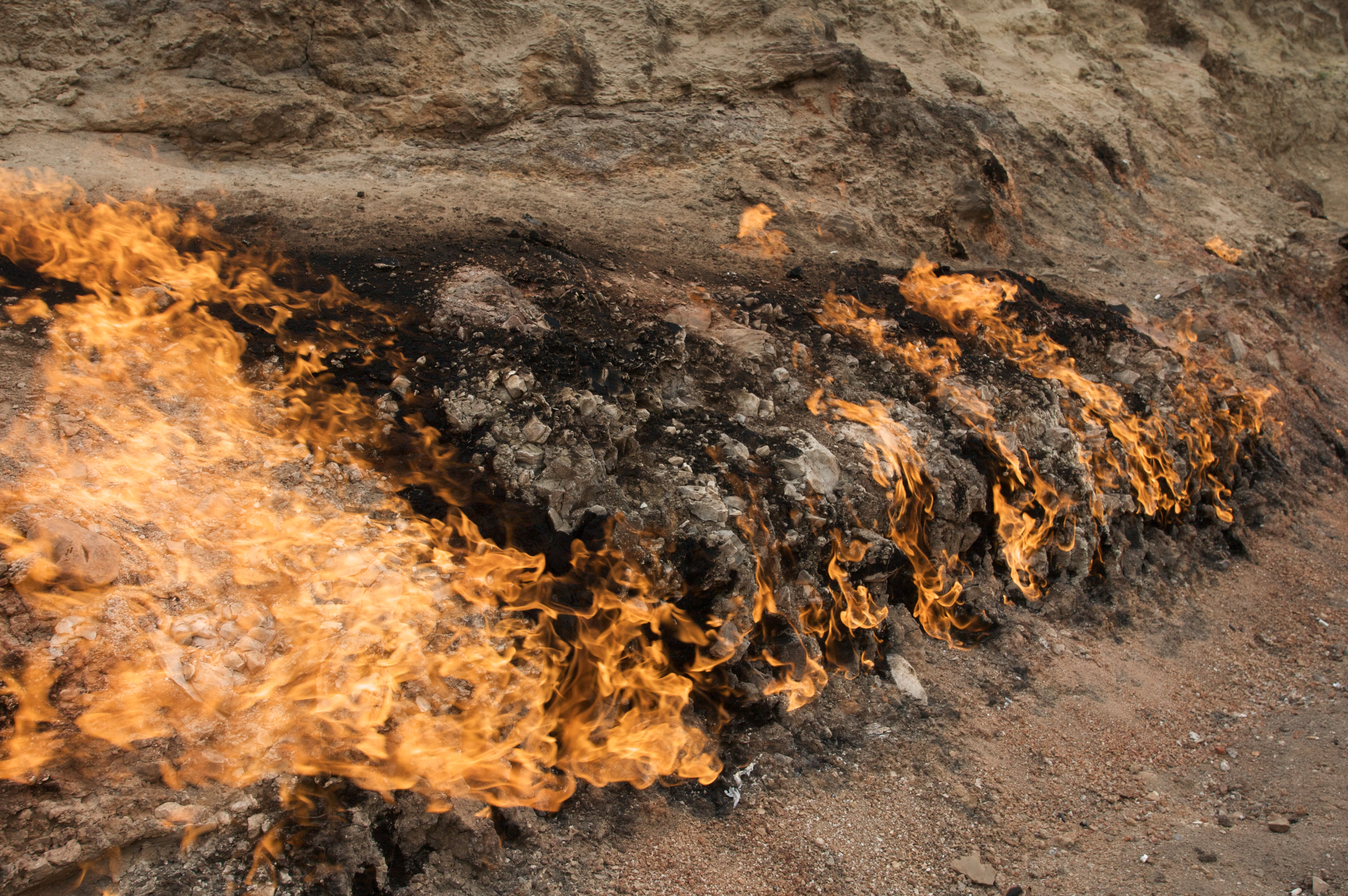
Природний вічний вогонь у Янар Даг, Азербайджан.

Приро́дний ві́чний вого́нь — запалений потік природного газу.
Рухаючись по тріщинах у гірських масивах, природний газ іноді запалювався й утворював «вічні» вогні, які набули широкого розповсюдження в Месопотамії, Прикаспії, Персії, Індії, Китаї. Плутарх вказував на роками палаючі світочі поблизу давнього Екбатана (сучасний Хамадан в Ірані), Пліній описував полум'я, що виривається з-під землі, в багатьох місцевостях Сходу, давні китайські автори згадували вогняні колодязі в горах Південно-Західного Сичуаня.
Вогнепоклонники вшановували їх як божественні прояви, будували поряд з ними свої храми (наприклад, храм Атешгях). Завдяки невгасимим вогням один з найдавніших храмів вогнепоклонників було збудовано в V ст. у Суруханах (поблизу Баку), де газові факели палали безперервно понад півтора тисячоліття, до 70-х років XIX ст.